# Жорабек
Жорабек (каз. Жорабек) — упразднённое село в Жетысайском районе Туркестанской области Казахстана. Входило в состав Каракайского сельского округа. Исключено из учётных данных в 2023 году. Код КАТО — 514467400.

## Население
По данным 1999 года, в селе не было постоянного населения. По данным переписи 2009 года, в селе проживали 52 человека (27 мужчин и 25 женщин).